# 暁ノ空ヲ翔ル
「暁ノ空ヲ翔ル」（あかつきのそらをかける）は、佐藤ひろ美（佐藤裕美名義）の楽曲。上松範康が作詞、藤田淳平が作曲を手掛けた。佐藤のメジャー5枚目、および通算9枚目のシングルとして2005年1月19日にポニーキャニオンから発売された。

## 概要
- 表題曲「暁ノ空ヲ翔ル」は、テレビアニメ『グレネーダー 〜ほほえみの閃士〜』の地上波版オープニングテーマ、カップリング曲「花のように」には、同アニメエンディングテーマとして使用された。
- ディスクジャケットには、天道琉朱菜と虎島弥次郎がプリントされている。

## 収録曲
（全編曲：藤田淳平）
1. 暁ノ空ヲ翔ル [4:38]
作詞：上松範康、作曲：藤田淳平
2. 花のように [4:06]
作詞：佐藤裕美、作曲：上松範康
3. 暁ノ空ヲ翔ル（オリジナル・カラオケ） [4:37]
4. 花のように（オリジナル・カラオケ） [4:05]

## タイアップ
| 曲名         | タイアップ                                                                |
| ------------ | ------------------------------------------------------------------------- |
| 暁ノ空ヲ翔ル | テレビアニメ『グレネーダー 〜ほほえみの閃士〜』地上波版オープニングテーマ |
| 花のように   | テレビアニメ『グレネーダー 〜ほほえみの閃士〜』エンディングテーマ         |

## 収録アルバム
| 曲名         | 収録アルバム       |
| ------------ | ------------------ |
| 暁ノ空ヲ翔ル | 『Brilliant Moon』 |